# Gare de Piliscsév
La gare de Piliscsév (en hongrois : Piliscsév vasútállomás) est une halte ferroviaire hongroise, située à Piliscsév.